# Szenen aus dem Leben der Heiligen Johanna
Szenen aus dem Leben der Heiligen Johanna (título original en alemán; en español, Escenas de la vida de santa Juana) es una ópera en tres actos, con música y libreto en alemán de Walter Braunfels, basado en los documentos auténticos, en francés y latín, del juicio a Juana de Arco en su traducción alemana (1935), hay también unas pocas referencias a la obra Santa Juana por George Bernard Shaw y otras interpretaciones del siglo XX de Juana de Arco. El libreto reproduce al pie de la letra muchas de las ingenuas afirmaciones de Juana de los documentos del juicio.
Braunfels empezó la composición después de acudir al estreno de Mathis der Maler de Hindemith en mayo de 1938, y había terminado la ópera para el año 1943. A pesar del intenso afecto que Braunfels sentía por la ópera, como una expresión de sus creencias romano católicas, fue incapaz de obtener una representación después de la guerra. Su estudiante Fritzjof Haas señaló que Braunfels, seis meses antes de su muerte en 1953, expresó que su mayor decepción de todas sus composiciones inéditas fue el no conseguir que Juana se representase. Tras el despertar del interés de la obra de Braunfels después de la grabación Decca de Los pájaros en 1996, la ópera fue finalmente interpretada en Estocolmo bajo la batuta de Manfred Honeck el 31 de agosto de 2001 en versión de concierto, con Julia Banse en el rol titular, de la misma manera que el mismo reparto el 20/21 de diciembre de 2001 en Múnich. La representación de Estocolmo se grabó por la Radio Sueca y en 2010 licenciada a Decca y lanzada en cedé. 
En las estadísticas de Operabase aparece con sólo una representación en el período 2005-2010.

## Personajes
| Personaje               | Tesitura | Reparto del estreno 2001 (Director: Manfred Honeck) |
| ----------------------- | -------- | --------------------------------------------------- |
| Juana de Arco           | soprano  | Juliane Banse                                       |
| Gilles de Rais          | barítono | Terje Stensvold                                     |
| Georges de la Trémoille | barítono | Günter Missenhardt                                  |
| Carlos VII de Francia   | tenor    | Gunnar Guðbjörnsson                                 |
| Arcángel Miguel         | tenor    | Robert Künzli                                       |

## Grabaciones
- Radio Sueca, 2001 licenciada a Decca Classics 2010.